# UGC 85
UGC 85 es una galaxia espiral localizada en la constelación de Andrómeda.